# Ethusa panamensis
Ethusa panamensis is een krabbensoort uit de familie van de Ethusidae. De wetenschappelijke naam van de soort is voor het eerst geldig gepubliceerd in 1931 door Finnegan.